# Weltervægt
Weltervægt er en af de klassiske vægtklasser i boksning og var oprindeligt placeret over letvægt og under mellemvægt. I dag ligger weltervægt over let-weltervægt (også kaldet super-letvægt) og under let-mellemvægt (også kaldet super-weltervægt). 
I professionel boksning er vægtgrænsen for weltervægt 147 engelske pund (66,678 kilogram) og for amatører 69 kg.
De danske boksere Jørgen Hansen og Hans Henrik Palm har begge vundet det professionelle europamesterskab i weltervægt. 
Weltervægt benyttes også som vægtklasse i andre sportsgrene end boksning, men har da andre definitioner.